# ズザンネ・クラッテン

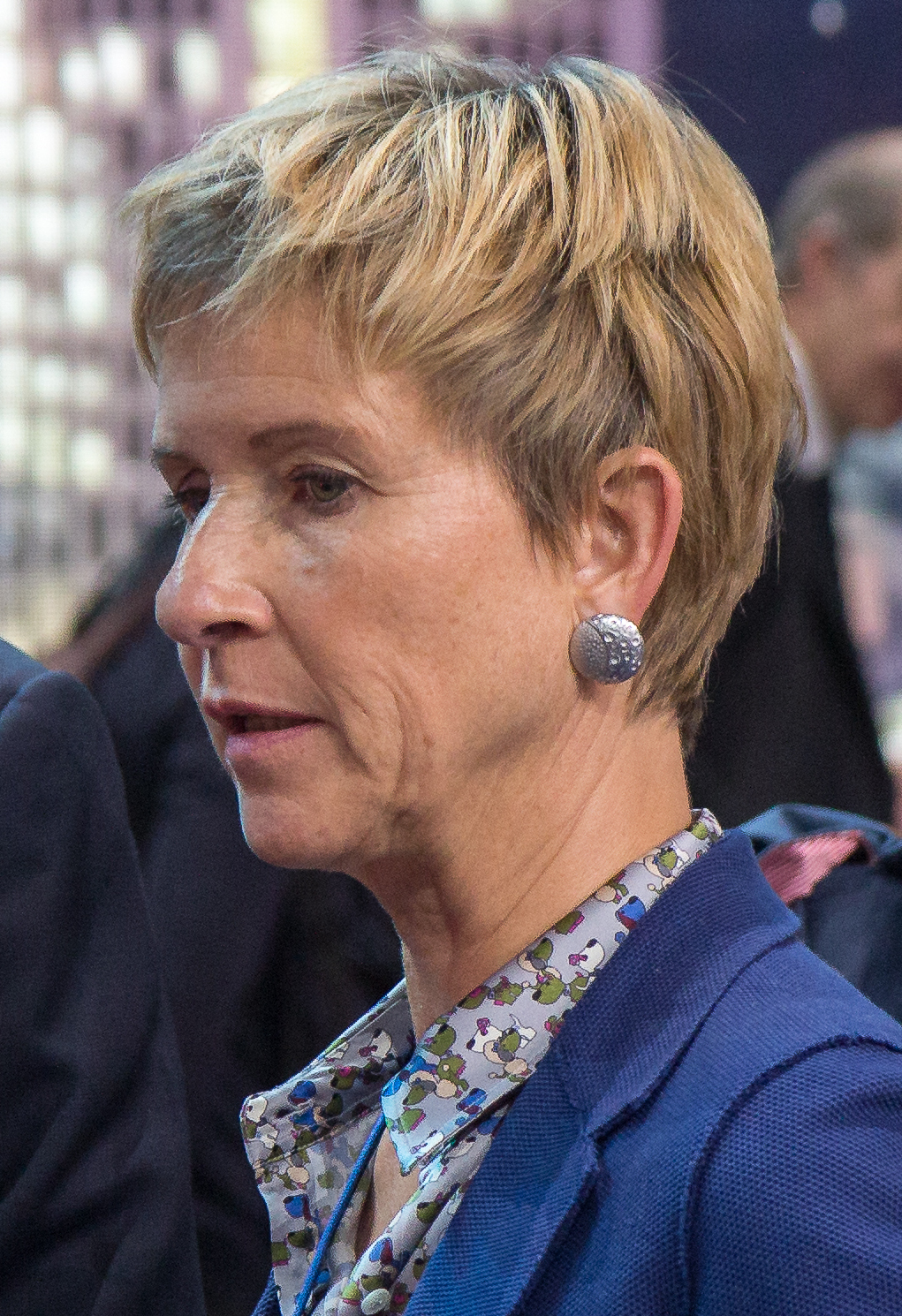

ズザンネ・クラッテン（Susanne Klatten、1962年4月28日 -）は、ドイツの実業家であり、大富豪である。倒産の危機にあったBMWを救済したヘルベルト・クヴァントの長女であり、BMWの大株主であるとともに同社監査役会のメンバーでもある。

## 概要
バッキンガム大学で経済学を学ぶ。その後、マッキンゼー・アンド・カンパニーなどに勤務した。それらの多くでは偽名にて就業していたという。
1982年、父親ヘルベルトの死去に伴い製薬会社アルタナの株式の50.1%とともに多数の企業の株式を相続した。現在まで同社監査役会のメンバーである。BMWの株式の12.5%も相続しており、弟のシュテファン・クヴァントとともに同社の監査役会メンバーでもある。
フォーブス誌による2007年度世界長者番付では47位。

## 私生活
1990年、BMWでの研修中に知り合った同社の技術者とキッツビュールで結婚した。BMWでは偽名で研修しており、相手の技術者は恋愛関係が深まるまでのあいだ彼女の身分を知らなかった。現在は3人の子供がおり、ミュンヘン在住。

### 恐喝未遂事件
2006年、オーストリア・インスブルック近郊のリゾート地で、スイス国籍でクレディ・スイス銀行の元行員ヘルグ・スガルビ（Helg Sgarbi）と知り合い不倫関係となる 。男はきちんとした身なりと優しい物腰を武器に、ヨーロッパの高級リゾート地などで金持ちの女性に近づいては金品を騙し取っていた詐欺師だった。スザンネにも「アメリカで交通事故を起こし怪我をさせた少女がギャングの娘で、多額の慰謝料を払うよう脅されている」と言って、段ボールに入れた700万ユーロ（日本円で8億8千万円）の現金を用意させ、ドイツ・ミュンヘン市内にあるホテルの地下駐車場で受け取った。男はそれに味を占め、ズザンネに離婚を迫ったり、共謀した男が撮影したズザンネとの情事を録画したDVDを買い取るよう恐喝してきた。そのため彼女は警察に相談、男は恐喝未遂と詐欺容疑で逮捕された。男は2009年3月にミュンヘンの裁判所にて懲役6年を言い渡された。男が公判初日にすぐ罪を認めたため、二人の情事ビデオなどは公開されずに済んだ。共犯の男はスイスでカルト的な宗教団体を組織していると言われており、スガルビと彼の妻もその一員と見られている。

## クヴァント家
BMWを始め、製薬会社のアルタナ（Altana）、電池製造のファルタ（VARTA）などを同族会社として所有・支配しており、ドイツの長者番付100位に名を連ねる同家の人物は8名にも達する。ズザンネのほか、母ヨハンナ・クヴァントと実弟シュテファン・クヴァントも経済誌フォーブスが発表する世界長者番付の常連である。
一方で一族は取材などをほとんど受け付けず、その詳細は謎に包まれている。

### ナチス時代の悪行
ズザンネの祖父ギュンターは、血縁関係などを通じてナチスとの親交を深めた。同党を支援するとともに強制収容所から徴用した労働者を自身の工場で酷使して富を築いた。工場における強制労働の内容は過酷で、毎月80名以上の労働者が死亡したという。
しかしながらドイツ敗戦の1945年以降、同家はナチス時代の強制徴用と強制労働の事実を認めず、生存者からの賠償請求も受け付けなかったと批判されている。
ドイツ国営放送は2007年10月1日、同家が過去に行った上述の悪行とナチスへの政権援助を暴き、その後の責任逃れを追及するドキュメンタリー番組を放送した。放送は予告なしに行われ（同家による妨害を避けるためと思われている）、大きな反響を呼んだ。